# Cratogeomys goldmani
Espèce
Statut de conservation UICN

 LC  : Préoccupation mineure
Synonymes
- Cratogeomys castanops goldmani Merriam, 1895

Cratogeomys goldmani est une espèce de rongeurs de la famille des Géomyidés (qui rassemble des gaufres ou rats à poche, c'est-à-dire à abajoues). Cette espèce est endémique du Mexique.
Elle a été décrite pour la première fois en 1895 par un zoologiste américain, Clinton Hart Merriam (1855-1942).

## Taxinomie
Cratogeomys goldmani a longtemps été considérée comme une sous-espèce de Cratogeomys castanops. Des études ont permis de mettre en évidence que C. castanops (2n=46) et C. goldmani (2n=42) n'avaient pas le même nombre de chromosomes.

### Liste des sous-espèces
Selon ITIS (4 juin 2017) :
- sous-espèce Cratogeomys goldmani goldmani
- sous-espèce Cratogeomys goldmani subnubilus